# Стање ствари
Стање ствари је сајт основан 2013. године. Оснивач је Александар Лазић. На сајту су, између осталих, текстове објављивали Никола Маловић, Слободан Антонић, Милош Ковић, Никола Н. Живковић, Јован Мирић, Миша Ђурковић, Мирослав Здравковић, Владимир Коларић, Борис Трбић, Светозар Поштић, Александар Б. Ђикић, Славољуб Лекић У почетку је постојао као лични блог, али убрзо прераста у својеврстан политичко-православни српски портал.

## Мисија
Мисија Стања ствари јесте да пружи платформу за уравнотежено сучељавање различитих гледишта о националним политичким, друштвеним, економским, верским и културним српским питањима, без екстремизма, шовинизма и дисквалификација, са циљем очувања српске традиције али и без затварања врата природном развоју друштва.
Српско Стање ствари ће покушати и да посрбљавањима релевантних текстова из светске штампе посетиоцима приближи и разјасни ситуацију изван Србије, не би ли се бољим разумевањем тренутних светских процеса разбистрило шта нам је чинити.
Делатни програм Стања ствари најбоље је описао др Милош Ковић речима „потребно је да обновимо своја колективна сећања, праотачку веру и завете“.

## Оригинални есеји и уступљени научни радови
На Стању ствари објављени су и текстови наших познатих интелектуалаца. Посебно место заузима проф. др Жарко Видовић и његов оригинални есеј „Поводом празничне параде 9. маја у Москви“. Редакција часописа „Зенит“ уступила је два текста из темата посвећеном проф. Видовићу.

Др Станоје Бојанин уступио је свој рад о лечењу биљем у средњовековној Србији.
Проф. др Милош Ковић уступио је свој есеј „Знамења победе, узроци пораза: континуитети и дисконтинуитети у српској историји“.
Комнен Бећировић је из рукописа уступио своју песму „Крај злотвора“.
Жарко Б. Вељковић и Милутин Мићић објавили су свој рад „Наводи о Албанцима у уџбенику сторија за 6. разред основне школе“
Историчар Никола Кулић објавио је рад „Ћирилица на Голготи“.

## Напади на сајт
На почетку кризе у Украјини (21. фебруара 2014) Стање ствари је било блокирано и недоступно 24 сата. Разлог је, по свему судећи, било управо извештавање о Украјини.

## Иницијативе
Једна од најважнијих иницијатива сајта била је акција уједињења напора за одбрану српског писма – ћирилице. Људи окупљени око Стања ствари покушали су да уједине постојећа „ћирилична удружења“. Чудним сплетом околности, акција је пропала и испало је да уместо спајања удружења долази до „изазивања подела“.

## Полемике и критике
Важна одлика Стања ствари јесте полемичност, па су тако вођене преписке са актерима са целог политичког спектра. Једна од најпознатијих полемика јесте она која је вођена око речи владике Григорије поводом освећења Храма у Пребиловцима: на сајту Видовдан појавио се текст „Ипак је владика Григорије у праву“ који се позивао на текстове са Стања ствари. На тај текст одговорено је прилогом „Ко (ни)је клао у Пребиловцима“.
За уреднике портала E-novine Стање ствари је „легло лудака“ и „посрнули четнолики пројекат“.
Другима је Стање ствари заправо „зилотско“, а трећи сматрају да је „прокатолички портал“.
Чула се и оцена да је Стање ствари „антицрквени сајт“.
Најчуднија је била полемика и оптужба да су људи око Стања ствари желели да преотму сајт The Saker Српски.